# Praga-Karlovy Vary-Praga
La Praga-Karlovy Vary-Praga (oficialmente: Praha-Karlovy Vary-Praha) fue una ciclista de un día checa que se disputa en Praga y sus alrededores, como su propio nombre indica pasando por Karlovy Vary (excepto en dos ocasiones que se disputó en un velódromo), en el mes de septiembre. 
Se creó en el 1921 de forma amateur aunque no se ha disputado continuamente, incluso en dos ocasiones se disputó en un velódromo (ciclismo en pista) tras una moto llamada Derny. Desde el 2006 comenzó a ser profesional formando parte del UCI Europe Tour, dentro de la categoría 1.2 (última categoría del profesionalismo). Tras no disputarse en 2011, en 2012 se recuperó pero ya en otra carrera llamada Tour Bohemia entre Karlovy Vary y Praga, de hecho, los organizadores de esta, Neumětel, emitieron un duro comunicado en contra de la nueva carrera organizada por la Federación de la República Checa de Ciclismo ya que según ellos se habían apropiado del nombre teniéndolo que cambiar finalmente por el de Tour Bohemia.
Su recorrido tuvo poco más de 260 km.
Junto a Neumětel la organizaba la Federación de Praga de Ciclismo.

## Palmarés
En azul: edición en pista tras Derny.
| Año       | Ganador                 | Segundo                 | Tercero                 |
| --------- | ----------------------- | ----------------------- | ----------------------- |
| 1921      | Jozef Proda-Prochazka   | Antonin Peric           | Frantisek Zima          |
| 1922      | Bohumil Rames           | Karel Červenka          | Frantisek Zima          |
| 1923      | Karel Červenka          | Josef Urbanek           | Paul Köttl              |
| 1924      | edición no realizada    | edición no realizada    | edición no realizada    |
| 1925      | Karel Červenka          | Antonin Charvat         | Ladislav Brejla         |
| 1926      | Karel Červenka          | Antonin Peric           | Josef Urbanek           |
| 1927      | Ladislav Cisar          | Antonin Honig           | Antonin Peric           |
| 1928      | Antonin Chytil          | Ladislav Bruzek         | Antonin Peric           |
| 1929      | Ladislav Bruzek         | Karl Thallinger         | Josef Smisek            |
| 1930      | Ladislav Bruzek         | Antonin Honig           | Ladislav Cisar          |
| 1931      | Karel Frič              | Antonin Honig           | Jiri Novak              |
| 1932      | Karel Frič              | Jiri Novak              | Otta Hertl              |
| 1933      | Karel Frič              | Frantisek Haupt         | Karl Snobl              |
| 1934      | Leo Nielsen             | Frede Sörensen          | Josef Lošek             |
| 1935      | Frede Sörensen          | Eugen Schnalek          | Miloslav Krbec          |
| 1936      | Otakar Rozvoda          | Vaclav Lachout          | Hans Leutelt            |
| 1937      | Otakar Rozvoda          | Josef Lošek             | Miroslav Loos           |
| 1938      | Otakar Rozvoda          | Gottfried Weber         | Miloslav Krbec          |
| 1939-1945 | ediciones no realizadas | ediciones no realizadas | ediciones no realizadas |
| 1946      | Jan Veselý              |                         |                         |
| 1947      | Jan Veselý              |                         |                         |
| 1948      | Jan Veselý              |                         |                         |
| 1949      | Jan Veselý              |                         |                         |
| 1950      | Jan Veselý              |                         |                         |
| 1951      | Jan Veselý              |                         |                         |
| 1952      | Karel Nesl              |                         |                         |
| 1953      | Jan Kubr                |                         |                         |
| 1954      | Jan Veselý              |                         |                         |
| 1955      | Jan Veselý              | Robert Codemo           |                         |
| 1956      | Meunier                 |                         |                         |
| 1957      | Josef Krivka            | Walter Renner           | Pavel Kovaru            |
| 1958      | Rudolf Revai            | Karel Nesl              | Miroslav Mares          |
| 1959      | Jan Kubr                | Wisner                  | Betak                   |
| 1960      | Rudolf Revai            |                         |                         |
| 1961      | Jaroslav Kvapil         |                         |                         |
| 1962      | Jaroslav Kvapil         | Rudolf Revai            | Bern Kral               |
| 1963      | Jan Smolík              | Josef Volf              | Emil Lesetecky          |
| 1964      | Jaroslav Kvapil         |                         |                         |
| 1965      | Ján Svorada             | Jan Palacek             | Bohumil Chvatil         |
| 1966      | Karl-Heinz Kacmierczak  | Jan Smolík              | Henryk Wozniak          |
| 1967      | Petr Hladik             | Jan Smolík              | Vojtech Names           |
| 1968      | edición no realizada    | edición no realizada    | edición no realizada    |
| 1969      | Jiri Vlcek              | Pavel Jelen             | Vaclav Tkaczyscin       |
| 1970      | Antonin Bartonicek      | Jiri Kindl              | Ladislav Kalina         |
| 1971      | Jiří Háva               | Vaclav Pruzek           | Jiri Konecny            |
| 1972      | Zdenek Bartonicek       | Hynek Kubicek           | Jiri Zelenka            |
| 1973      | Emil Jörgen Hansen      | Jiri Zelenka            | Petr Buchacek           |
| 1974      | Vlastimil Moravec       | Rudolph Labus           | Karel Vavra             |
| 1975      | Michal Klasa            | Jiri Bartolsic          | Ludek Kubias            |
| 1976      | Zdenek Bartonicek       |                         |                         |
| 1977      | Zdenek Hebeda           | Siegbert Schmeisser     | Teodor Černý            |
| 1978      | Teodor Černý            | Tomas Czatho            | Petr Krupicka           |
| 1979      | Martin Götze            | Aloïs Dohnal            | Vendelin Kvetan         |
| 1980      | Teodor Černý            | Thomas Barth            | Leczislav Michalak      |
| 1981      | Hans-Joachim Hartnick   |                         |                         |
| 1982      | Vendelin Kvetan         | Otakar Fiala            | Wolfgang Lötzsch        |
| 1983      | Vladimir Dolek          | Lutz Lötzsch            | Jorg Höhler             |
| 1984      | Josef Dvorak            | Jiri Pavlicek           | Aloïs Dohnal            |
| 1985      | Jiri Travnicek          | Lutz Lötzsch            | Rotislav Veteska        |
| 1986      | Wolfgang Lötzsch        | Milan Jonak             | Josef Perny             |
| 1987      | Stanislav Mäsiar        | Jan Habera              | Jaroslav Buchtic        |
| 1988      | Miroslav Sýkora         | Ladislav Bednar         | Karel Kaiser            |
| 1989      | Otakar Fiala            | Pavel Tomastik          | Tomas Velecky           |
| 1990-2005 | ediciones no realizadas | ediciones no realizadas | ediciones no realizadas |
| 2006      | Matija Kvasina          | Lubor Tesař             | Petr Benčík             |
| 2007      | Stanislav Kozubek       | Roger Kluge             | Martin Hačecký          |
| 2008      | Eric Baumann            | Dirk Müller             | František Raboň         |
| 2009      | Danilo Hondo            | Marko Kump              | Grega Bole              |
| 2010      | Andreas Schillinger     | Stefan Schäfer          | Leopold König           |

## Palmarés por países
| País            | Victorias |
| --------------- | --------- |
| Checoslovaquia  | 51        |
| Alemania        | 7         |
| Dinamarca       | 3         |
| Austria         | 1         |
| Francia         | 1         |
| Croacia         | 1         |
| República Checa | 1         |